# Courtefontaine (Jura)
Courtefontaine – miejscowość i gmina we Francji, w regionie Burgundia-Franche-Comté, w departamencie Jura.
Według danych na rok 1990 gminę zamieszkiwało 185 osób, a gęstość zaludnienia wynosiła 14 osób/km² (wśród 1786 gmin Franche-Comté Courtefontaine plasuje się na 560. miejscu pod względem liczby ludności, natomiast pod względem powierzchni na miejscu 276.).